# Reakční doba
Reakční doba (někdy též reakční rychlost) je čas, který je třeba k odezvě organismu. Přestože si je člověk schopen uvědomit i signály netrvající déle než 0,02 s, jeho reakce je pomalejší. Dobu reakce měří reaktometrie.

## Sport
Reakční doba po startovním výstřelu je 0,1 až 0,25 s. Reakční doba na sluchový podnět je totiž kratší než na zrakový. Reakční dobu lze také trénovat.

## Reakční doba řidiče
U řidičů se do reakční doby započítává optická, psychická i svalová reakce. Celková reakční doba pak závisí na úhlu zaměření pohledu a pohybuje se od zhruba 0,4 do 1,5 s. Průměrná reakční doba přes pedál je 1,2 s a přes volant 0,9 s. U trénovaných řidičů může být nižší a naopak u rozptylovaných řidičů vyšší. Rozptylovat může telefonování, psaní zpráv, hudba a jiné příčiny. U vzdáleného převzetí řízení je přes 4 sekundy.

## Historicky
Reakční doba lidí se pravděpodobně prodlužuje. Nyní se pohybuje okolo 0,25 s, ale před 100 lety byla pod 0,2 s.